# Anti-imperialismo
Anti-imperialismo  refere-se a toda teoria, doutrina ou movimento de oposição a qualquer forma de imperialismo, ou seja, contrário à dependência política, econômica e cultural de um estado ou grupo de estados em relação a outro estado ou grupo de estados mais poderoso, mediante o uso de força militar ou qualquer outra forma de coerção. Tal oposição é um corolário dos processos de descolonização, dos movimentos de libertação nacional e, em certa medida, do direito à autodeterminação dos povos.

## Origens
Ainda sem usar os termos «imperialismo» e «anti-imperialismo», o pensamento anti-imperialista tem suas primeiras manifestações em fins do século XIX, quando a notável expansão do comércio e das finanças internacionais evidenciou a existência de novos mecanismos de dominação que não implicavam necessariamente as clássicas conquistas de anexação territorial.
Embora os primeiros protestos contra o colonialismo sejam do utilitarista inglês Jeremy Bentham, em seu manifesto Emancipai vossas colônias, de 1793, a primeira presença de um pensamento anti-imperialista se verifica nos Estados Unidos, impulsionado pelo escritor Mark Twain, que, juntamente com um grupo de importantes intelectuais e políticos americanos, criou, em 1898, a Liga Americana Anti-Imperialista, sediada em Boston, inicialmente para combater a anexação das Filipinas pelos Estados Unidos.
O cubano José Martí pode ser considerado como o primeiro formulador de um pensamento anti-imperialista na América Latina, em grande medida por ter inspirado a luta pela independência de Cuba (1895–1898) do colonialismo espanhol e por por perceber a ascensão de novas formas de dominação que os Estados Unidos começavam a desenvolver. Destacando a ideia de «nuestra América» em oposição à América anglo-saxã, Martí sustentava que  os povos da América são tanto mais livres e prósperos quanto mais se afastassem dos Estados Unidos.
Em 1902 foi publicado  Imperialismo: um estudo, de John A. Hobson, e, em 1916, Lênin escreveu sua célebre obra Imperialismo: Fase Superior do Capitalismo, que difundiu em todo o mundo a noção de imperialismo.

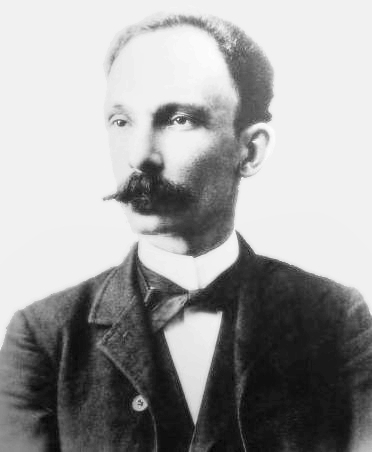
Retrato de José Martí.

A ideia ganhou força em 1917, com a publicação do livro Imperialismo: Fase Superior do Capitalismo, de Vladimir Ilitch Lenin. Diversas colônias aderiram à doutrina, principalmente após o término da Segunda Guerra mundial, quando os recursos das metrópoles europeias haviam se esgotado pelos combates, criando diversas desavenças ideológicas entre as colônias e suas metrópoles. A Organização das Nações Unidas condenava a adoção de campanhas militares como método de solucionar estas desavenças.[carece de fontes?] Entretanto, os conflitos armados não puderam ser evitados. Em 1946, a França desacatou as resoluções da ONU e iniciou uma campanha militar para reprimir os movimentos de independência na Indochina francesa. A campanha ficou conhecida como Guerra da Indochina. Em 1954, a França também organizou campanhas para reprimir a luta pela independência da Argélia. Em 1956, o Reino Unido aliado a Israel e à própria França, iniciou uma ofensiva contra o Egito, com o intuito de iniciar um processo de recolonização do país, que se tinha separado do Reino Unido em 1952. [carece de fontes?]
O apogeu do movimento surgiu nas décadas nas décadas de 1960 e 1970, com diversas guerras de independência acontecendo ao redor do mundo, como a do Vietnã, Zâmbia, Quênia, Congo, Togo, Níger, Tanzânia, Indonésia, Burkina Faso, dentre outros.[carece de fontes?]

## Anti-imperialismo americano
| “ | Devemos ter em mente que o imperialismo é um sistema mundial, o último estágio do capitalismo - e deve ser derrotado em um confronto mundial. O fim estratégico dessa luta deve ser a destruição do imperialismo. Nossa participação, a responsabilidade dos explorados e subdesenvolvidos do mundo é eliminar as bases do imperialismo: as nossas nações oprimidas, de onde extraem capitais, matérias-primas, técnicos e mão de obra barata, e para o qual exportar novas capitais - instrumentos de dominação - braços e todos os tipos de artigos, assim submergir-nos em uma dependência absoluta | ” |

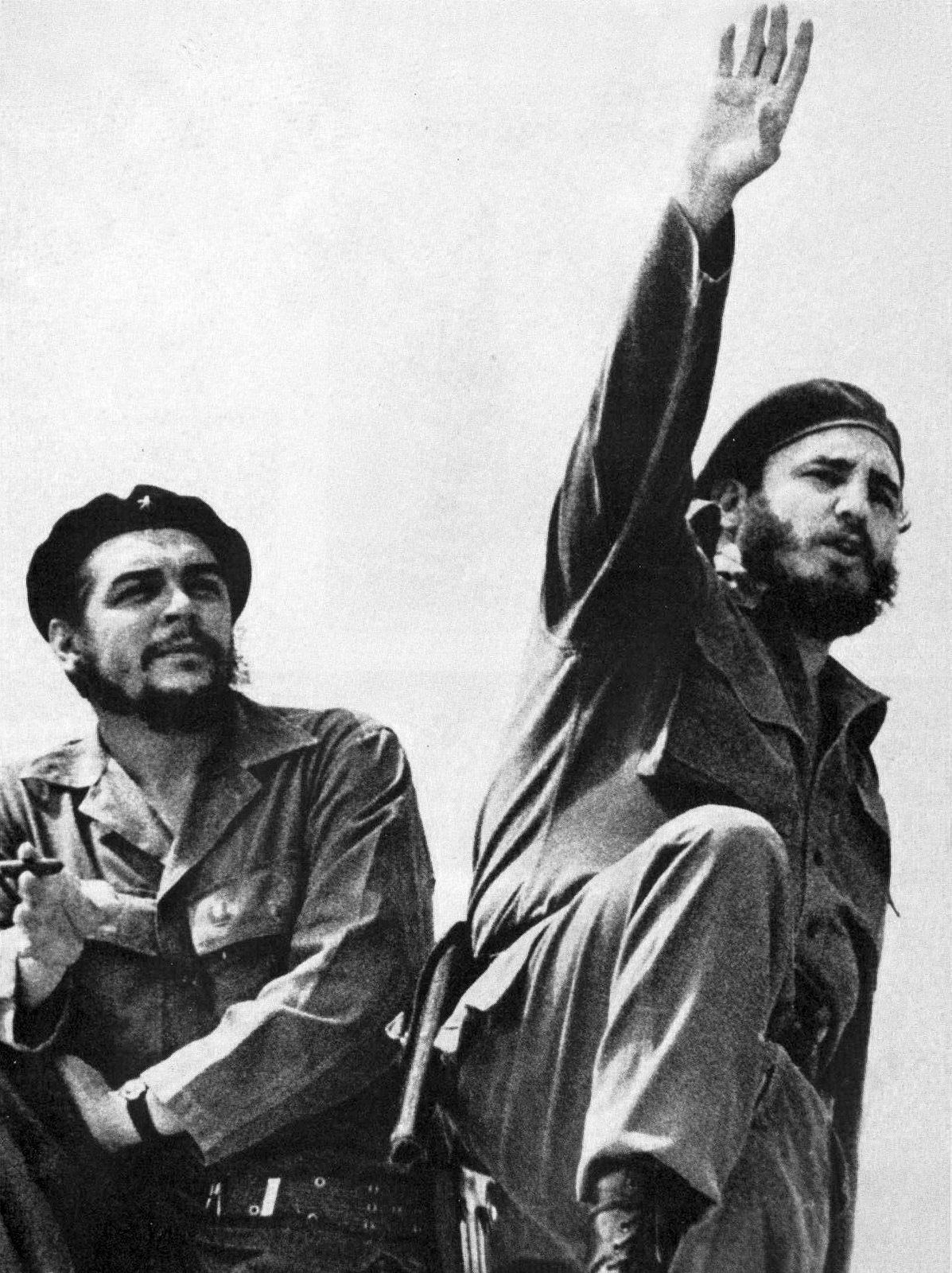
Líderes revolucionários Che Guevara (esquerda) e Fidel Castro (direita) em 1961.

A primeira nação a acatar o movimento foi a Guatemala, em 1944, durante o período que ficou conhecido como "Dez ano de primavera" (Ver:História da Guatemala). A Argentina também mostrava-se afiliação ao movimento no governo de Perón (1946-1955). Na Bolívia, em 1952, o governo do militar Hugo Ballivián foi derrubado pelo MNR. Entretanto, nenhum deste eventos proporcionaram tanta influência do pensamento no continente quanto a Revolução Cubana, inspiradas pelos pensamentos, diversas facções armadas foram montadas em diversos países da América, como as FARCs, o ERP, a FSLN em Nicarágua, os MIRs, os Tupamaros do Uruguai, dentre outros. Atualmente, existem 3 países que se declaram como aderentes de tal corrente, sendo eles: Cuba, Venezuela e Bolívia

## Conceitos
Alguns conceitos relacionados com o anti-imperialismo são:[carece de fontes?]
- Independência nacional e determinação nacional em qualquer assunto interno.

- Reforma agrária nas constituições, com adoção das medidas do sistema socialista.

- Industrialização como base econômica.

- Alianças entre nações (Pan-africanismo, Terceiro Mundo etc.)